# 유산소 운동

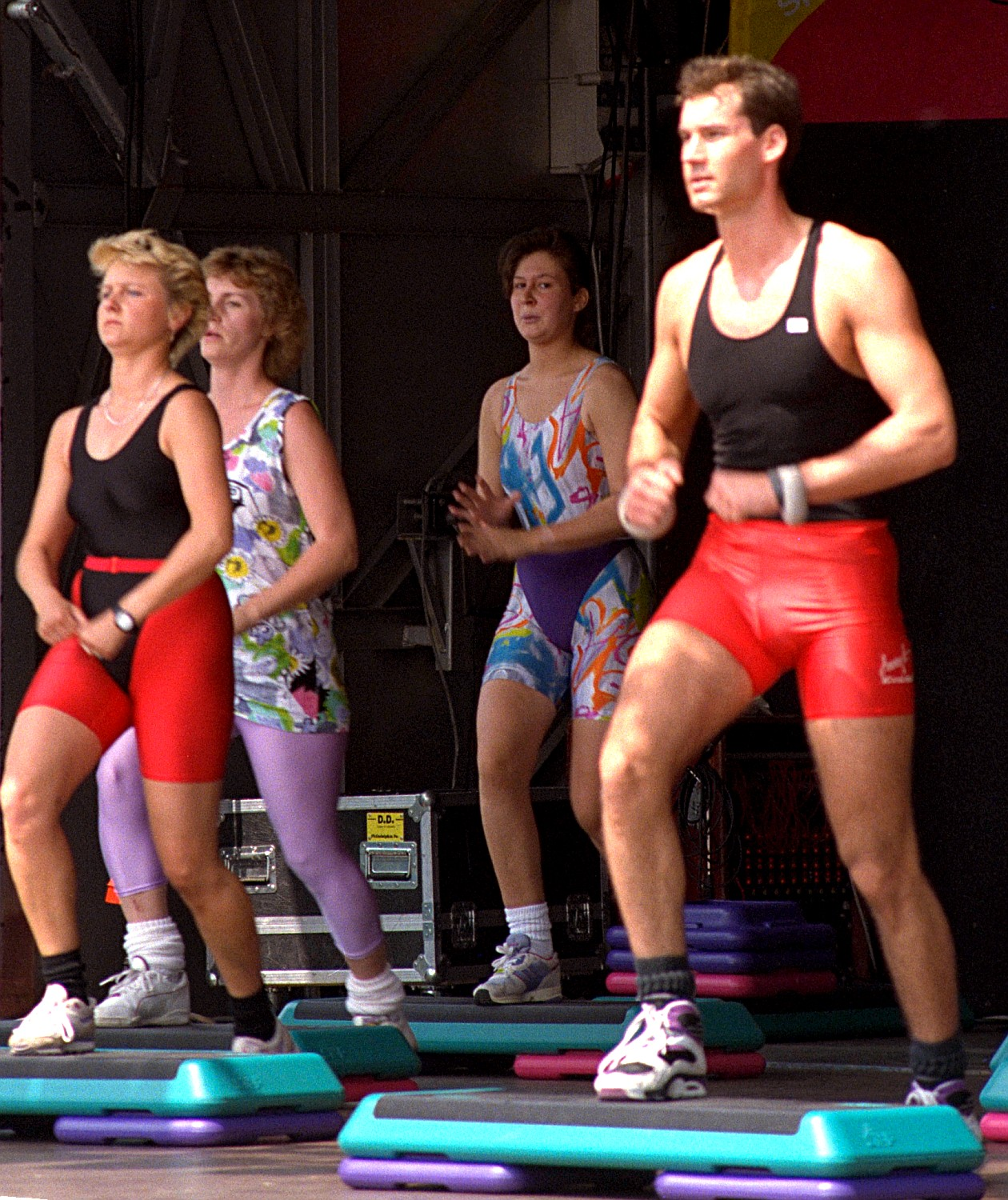
에어로빅 운동

유산소 운동(有酸素運動, 영어: aerobic exercise 또는 cardio)은 운동시 발생하는 에너지 소비가 적절하고 충분한 산소의 공급을 조건으로 시행되는 신체의 지속적인 운동 부하를 의미한다. 따라서 유산소 운동의 주요한 요건은 숨이 가쁘지 않는 상태에서 신체가 부하를 받게되는 균형있는 호흡(유기호흡)을 통해 얻는 운동방식이다. 이러한 조건하에 보통 30분 이상 지속 가능한 운동을 가리킬수있으나 30분을 전후할 수 있는 유연성을 제공하는 운동을 의미할수도 있다. 유산소 운동은 체계적이고 세밀한 계획하에서 무산소 운동보다 더 탄수화물 뿐만 아니라 지방도 에너지원으로 사용할 수 있는데 효과적일수있다.
따라서 이러한 유산소 운동은 일반적으로 주요하게 호흡기 계통의 호흡 조절을 통해서 심신을 효과적으로 다루도록 의도한다.

## 고안된 계기
1968년 미국의 심장병 전문의인 케네스 쿠퍼(Kenneth Cooper)가 심장병 치료를 위한 운동 요법으로 고안하였는데, 미국항공우주국에서 우주비행사의 신체적성 프로그램으로 이용되어 큰 호응을 얻은 뒤부터 민간단체의 예방의학적 차원에서 대중운동으로 실시하게 되었다. 국내에는 1974년 2월 YMCA(Young Men's Christian Association:기독교청년회) 초청으로 내한한 쿠퍼 박사가 워크숍을 통해 소개하면서 보급되었다. 현재 많은 운동 종목에서 심폐 지구력 강화 프로그램에 활용된다.

## 이점
- 스트레스를 감소시킨다.
- 지방산을 주된 에너지로 사용할 수 있다.
- 꾸준히 하면 안정시 심박수와 혈압을 조절하는 데 도움을 준다.
- 근지구력이 향상된다.
- 체지방률을 낮춰준다.
- 심신을 안정시킨다.
- 심신을 활발하게 하는 원동력이 된다.
- 혈액순환이 개선된다.
- 뇌의 노화를 막아준다. 뇌의 크기가 오히려 커진다.
- 집중력이 높아진다.

## 종류
유산소 운동은 종류에 구애받지 않는다. 균형있게 잘짜여진 호흡조건하에서라면 즐기는 모든 활동이 유산소 운동에 포함될수있다. 다음과 같은 것이 있다.
- 걷기
- 달리기
- 자전거타기
- 수영
- 줄넘기
- 에어로빅댄스
- 등산
- 배드민턴
- 테니스
- 탁구
- 축구
- 농구
- 조깅
- 경보
- 크로스컨트리
- 스키
- 수상스키
- 댄스
- 요가
- 간화태극권
- 코어근육운동

등

## 운동 강도
유산소 운동의 강도는 목표 심박수에 맞춰 해야 효과가 극대화 되고, 부상의 위험도 적다.
우선 자신의 최대 심박수(1분 당 심박수)를 측정한다.
- 저강도 구간 - 최대 심박수의 60% 이하인 구간 또는 최대산소섭취량(VO2max)의 45~60%이하의 구간[1]으로 초보자에게 적합하며 때로는 숙련자가  호흡의 균형과 운동의 효율성을 전제로 최소한의 에너지 소비를 필요로하는 컨디션을 고려해야하는 상황에서 이를 사용.
- 중강도 구간 - 최대 심박수를 60~70%까지 상승시킨 구간으로 중급자에게 적합.
- 중/고강도 구간 - 운동을 오래 지속할 수 없는 수준의 강도로 무산소 운동 바로 직전이라 할 수 있다. 숙련자에게 적합.
- 최상위 구간 - 운동의 지속 시간이 10초 이내인 수준의 강도이다. 최대 심박수의 85% 이상(무산소 운동의 강도)을 수행하면, 에너지가 소멸되는 속도보다 젖산이 근육에 쌓이는 속도가 더 빨라서 피로를 느낌

## 운동 방법
처음부터 너무 강도 높은 운동을 하면 심장을 포함한 몸에 무리가 온다. 또한 격일 운동과 매일 운동에 의한 근 비대 효과는 거의 동일한 수준을 유지하는데 유의미하다는 연구보고가 있다는 점을 고려해서 따라서 시작 처음 몇 주이상 동안은 회 당 유산소 운동 시간을 짧게 정하여 실시할 수 있다. 일주일에 2~3회, 1회 20~30분 정도로 시작하는 전략을 고려해볼 수 있다. 그리고 점차 횟수와 시간을 늘림.
운동의 시작과 끝엔 반드시 준비운동과 정리운동을 하고, 적절한 타이밍에 수분을 충분히 섭취한다. 운동 도중에 몸에 통증이 느껴지거나 호흡이 곤란하면 운동을 즉시 멈추기.
운동은 꾸준히, 규칙적으로 하는 것이 좋다. 따라서 갑자기 강도를 높이거나 며칠씩 쉰 후 몰아서 하는 것은 좋지 않다. 무엇보다 일상 생활 속에 포함된 운동이 장기적으로 봤을 때 가장 좋다. 많은 생화학등의 관련 과학자들은 운동 특히 유산소운동이 에너지대사의 소비효율과 신진대사의 안정궤도를 회복하거나 유지하는데 주요한 원리로 제시하고 있으며 현실적으로도 충분한 휴식 그리고 적절한 에너지 섭취와 동등하게 그 필요성이 여겨지고 있다. 또한 유산소운동의 특성상 호흡을 기준으로 움직임의 속도를 조절하는 과정은 자신의 체중을 도구로 인식하고 이를 사용하는데 효율적이다.

## 같이 보기
- 호흡
- 유기호흡
- 젖산 발효
- TCA 회로
- 피지컬 피트니스
- 인터벌 트레이닝
- 무산소 운동
- 운동생리학
- EPOC(영어판)
- 요요 현상
- 대사 증후군
- 등척성 운동